# Dryadaula amentata
Dryadaula amentata är en fjärilsart som beskrevs av Edward Meyrick 1919. Dryadaula amentata ingår i släktet Dryadaula och familjen äkta malar.
Artens utbredningsområde är Guyana. Inga underarter finns listade i Catalogue of Life.